# Kyllingiella microcephala
Kyllingiella microcephala là loài thực vật có hoa trong họ Cói. Loài này được (Steud.) R.W.Haines & Lye mô tả khoa học đầu tiên năm 1978.